# 2003-as Rubik-kocka-világbajnokság
A 2003-as Rubik-kocka-világbajnokságnak Kanada, Toronto adott otthont. A 15 részt vevő nemzet 88 versenyzője 13 kategóriában mérte össze a tudását. A 2. alkalommal megszervezett versenyt 2003. augusztus november 5-6 között zajlott le. Az 1. Rubik-kocka-világbajnokságot 1982-ben szervezték meg Budapesten, de 2003-tól kezdve kétévente rendezik meg ezt a világversenyt. 
Az amerikai Dan Knights szerezte meg a 3x3x3-as kirakásban a világbajnoki címet.

## Eredmények
| Versenyszám   | Győztes          | Átlagidő | Legjobb rakás |
| ------------- | ---------------- | -------- | ------------- |
| 3x3x3         | Dan Knights      | 20.00    | 18.76         |
| 4x4x4         | Masayuki Akimoto | 1:36.98  | 1:27.98       |
| 5x5x5         | Masayuki Akimoto | 2:50.45  | 2:46.96       |
| 3x3x3 vakon   | Dror Vomberg     |          | 3:56.00       |
| 3x3x3 LM      | Mirek Goljan     |          | 29            |
| 3x3x3 OH      | Chris Hardwick   |          | 44.98         |
| Rubik-óra     | Jaap Scherphuis  |          | 38.97         |
| Megaminx      | Grant Tregay     |          | 2:12.82       |
| Pyraminx      | Andy Bellenir    |          | 14.09         |
| Square-1      | Lars Vanderbergh |          | 41.80         |
| 4x4x4 vakon   | Dror Vombergh    |          | 22:35.00      |
| Rubik's Magic | Jaap Scherphuis  |          | 3.06          |
| Master Magic  | Jaap Scherphuis  |          | 8.22          |

3x3x3 LM= 3x3x3 legkevesebb mozdulatból kirakás
3x3x3 OH= 3x3x3 egy kézzel